# 엔토모플라스마목
엔토모플라스마목(Entomoplasmatales)은 몰리쿠테스강에 속하는 세균 목의 하나이다. 이 세균 중 가장 유명한 세균 속은 스피로플라스마속 (Spiroplasma)이다.

## 하위 분류
- 엔토모플라스마과 (Entomoplasmataceae)
  - 엔토모플라스마속 (Entomoplasma)
  - 메소플라스마속 (Mesoplasma)
- 스피로플라스마과 (Spiroplasmataceae)
  - 스피로플라스마속 (Spiroplasma)